# Платовський Елеватор
Пла́товський Елева́тор (рос. Платовский Элеватор) — село у складі Новосергієвського району Оренбурзької області, Росія.

## Населення
Населення — 144 особи (2010; 384 у 2002).
Національний склад (станом на 2002 рік):
- росіяни — 91 %